# Rikichi Andō
Rikichi Andō (安藤 利吉, Andō Rikichi), 3 avril 1884 - 19 avril 1946, est un général de l'armée impériale japonaise qui est le dernier gouverneur général de Taïwan du 30 décembre 1944 au 25 octobre 1945.

## Biographie

### Jeunesse
Originaire de la préfecture de Miyagi, Andō sert comme instructeur à l'école militaire impériale du Japon de 1924 à 1925. De 1925 à 1927, il est envoyé aux Indes britanniques comme attaché militaire, 
et à son retour au Japon, sert dans un certain nombre d'affectations du personnel pour l'état-major de l'armée impériale japonaise. Il revient sur le terrain en 1928 en tant que commandant du 13e régiment d'infanterie et est promu chef d'état-major de la 5e division en 1930.
De 1931-1932, Andō retourne à l'état-major où il est chef de section de l'administration militaire au bureau des affaires militaires. Il est nommé attaché militaire au Royaume-Uni de 1932 à 1934. Après son retour au Japon, il devient commandant de l'école d'infanterie de l'armée à Toyota et par la suite commandant de la 5e unité indépendante de garnison. De 1937-1938, il est inspecteur général adjoint de la formation militaire.

### L'homme à l'origine de la guerre du Pacifique
Au déclenchement de la seconde guerre sino-japonaise, Andō reçoit une mission sur le terrain en tant que chef de son ancienne unité, la 5e division de l'AIJ en 1938. Plus tard cette même année, il est promu commandant en chef de la 21e armée en Chine, qui est intégrée à l'armée régionale japonaise de Chine du Sud en 1939. Celle-ci est essentiellement une force de garnison qui contrôle les provinces de Guangdong et Guangxi occupées par le Japon.
Au milieu des négociations diplomatiques entre le Japon et son allié, le régime de Vichy sur l'accès aux pistes d'atterrissage et aux ports maritimes en Indochine française, Andō prend indépendamment une initiative et ordonne à ses forces de traverser la frontière sans autorisation préalable du gouvernement à Tokyo. Les dirigeants politiques et militaires japonais sont indignés; Cependant, comme l'invasion a déjà eu lieu, les considérations militaires et politiques signifient que le gouvernement japonais n'a d'autre choix que d'accepter le « fait accompli ». L'invasion japonaise de l'Indochine sans autorisation crée une confrontation diplomatique avec l'Occident qui conduit à un embargo sur le pétrole (et finalement à l'attaque sur Pearl Harbor). Andō est rappelé à Tokyo le 9 février 1941 et contraint à la retraite comme sanction.

### Taïwan
À l'automne 1941, Andō est rappelé au service, promu général et reçoit le commandement de la 10e armée régionale à Taiwan. Celle-ci est fondamentalement l'armée japonaise de Taïwan, comme elle n'a pas de forces de combat supplémentaires qui lui sont assignées et sert comme une force de garnison pour l'île. Le 30 décembre 1944, Andō est nommé gouverneur général de Taïwan, fonction dont il est le dernier titulaire. Après la fin de la guerre, l'armée de la 10e zone est dissoute en septembre 1945.
Andō signe les actes de capitulation du Japon et restitue formellement Taiwan au général Chen Yi du Kuomintang le 25 octobre 1945 (le Jour de la Rétrocession).
Arrêté par les autorités chinoises et accusé de crimes de guerre, Andō se suicide en avalant du poison dans sa prison à Shanghai avant la tenue de son procès.

## Source de la traduction
- (en) Cet article est partiellement ou en totalité issu de l’article de Wikipédia en anglais intitulé « Rikichi Andō » (voir la liste des auteurs).